# Hinrich Lohse
Hinrich Lohse (Mühlenbarbek, 2 de setembro de 1896 – Mühlenbarbek, 25 de fevereiro de 1964) foi um oficial do Partido Nazista, político e criminoso de guerra alemão. Ele serviu como Gauleiter e Oberpräsident de Schleswig-Holstein e foi SA-Obergruppenführer na organização paramilitar nazista, a Sturmabteilung (SA). Ele é mais conhecido por seu governo do Reichskommissariat Ostland, durante a Segunda Guerra Mundial. O Reichskommissariat compreendia os estados modernos da Lituânia, Letônia e Estônia, bem como partes da Bielorrússia, e foi palco de atrocidades relacionadas ao Holocausto. Lohse foi condenado a dez anos de prisão em 1948, mas foi libertado em 1951.

## Biografia
Hinrich Lohse nasceu em uma família de camponeses na cidade de Mühlenbarbek, na província de Schleswig-Holstein. De 1903 a 1912, ele frequentou a Volksschule em sua cidade natal e, no ano seguinte, uma escola profissionalizante em Hamburgo. Em 1913, ele começou a trabalhar no estaleiro Blohm & Voss em Hamburgo. Durante a Primeira Guerra Mundial, ele foi convocado para o Regimento de Infantaria de Reserva 76 do Exército Imperial Alemão em 23 de setembro de 1915. Ele serviu em combate na frente ocidental com o 94º Regimento de Infantaria de Reserva até ser gravemente ferido em 9 de agosto de 1916. Ele recebeu o Distintivo de Ferimento na cor preta e foi dispensado do exército com uma incapacidade de guerra de dez por cento em novembro. Ele retornou ao emprego na indústria de construção naval e mais tarde mudou-se para o setor bancário. A partir de 1919, Lohse foi associado da Associação de Agricultores de Schleswig-Holstein e, a partir de 1920, gerente de negócios em Neumünster da Democracia de Agricultores e Trabalhadores Rurais de Schleswig-Holstein, o partido político agrário regional. 

## Carreira no Partido Nazista em Schleswig-Holstein
No início de 1923, Lohse se filiou ao Partido Nazista (número de membro 7.522) e foi nomeado Gauleiter do Partido para Schleswig-Holstein em 27 de março de 1925. Como um dos primeiros membros do Partido, ele mais tarde receberia o Distintivo Dourado do Partido. Durante o período em que o Partido foi banido após o fracassado Putsch da Cervejaria de Adolf Hitler em novembro de 1923, Lohse se juntou ao Bloco Social Popular, uma organização de fachada nazista, e foi eleito sob sua bandeira para o conselho municipal de Altona. Quando Hitler refundou o Partido Nazista em fevereiro de 1925, Lohse se tornou o Ortsgruppenleiter (líder do grupo local) de Altona e se reinscreveu formalmente no Partido em 13 de junho. Ele continuou a fazer parte do conselho municipal como membro do Partido Nazista até 1930. 
Em setembro de 1925, Lohse se juntou à Associação Nacional Socialista dos Trabalhadores, um grupo de curta duração de Gaue do norte e oeste da Alemanha, organizado e liderado pelo Líder da Organização do Reich, Gregor Strasser, que tentou sem sucesso alterar o programa do Partido. Foi dissolvido em 1926 após a Conferência de Bamberg. Em maio de 1928, Lohse foi eleito para o Landtag da Prússia, onde serviu até ser dissolvido pelos nazistas em outubro de 1933. 
Entre 3 de setembro de 1928 e 15 de abril de 1929, Lohse também administrou temporariamente o Gau Hamburg antes da nomeação de Karl Kaufmann como Gauleiter. Em agosto de 1929, ele compareceu ao comício do partido em Nuremberg, pelo qual recebeu o Distintivo do Dia do Partido de Nuremberg. Durante esse período, ele também liderou no Partido Nazista diversas associações agrícolas de orientação nacional no norte da Alemanha, como o Movimento Popular Rural. Em 15 de julho de 1932, ele foi nomeado Landesinspekteur-Norte. Nesta posição, ele tinha responsabilidade de supervisão sobre seu Gau e outros três (Hamburgo, Mecklemburgo-Lúbeck e Pomerânia). Esta foi uma iniciativa de curta duração de Strasser para centralizar o controle sobre o Gaue. No entanto, era impopular entre todos os Gauleiter e foi revogado com a queda de Strasser do poder em dezembro de 1932. Lohse então retornou ao seu cargo de Gauleiter em Schleswig-Holstein. 
Na eleição parlamentar de julho de 1932, Lohse foi eleito para o Reichstag pelo círculo eleitoral 13 (Schleswig-Holstein). Embora não tenha sido eleito nas duas eleições gerais seguintes, em novembro e março, ele retornou como membro de Schleswig-Holstein na eleição de novembro de 1933 e manteve esta cadeira até a queda do regime nazista em maio de 1945.  Pouco depois da tomada do poder pelos nazistas, ele foi nomeado Oberpräsident (alto presidente) da província de Schleswig-Holstein em 25 de março de 1933. Assim, ele uniu sob seu controle os mais altos cargos do Partido e do governo na província. Em 11 de abril, ele foi nomeado plenipotenciário da província no Reichsrat, servindo até sua abolição pelos nazistas em 14 de fevereiro de 1934. Em 11 de julho de 1933, Lohse foi nomeado para o recém-reconstituído Conselho de Estado Prussiano. Em 15 de novembro, foi nomeado SA-Gruppenführer honorário na paramilitar nazista, o Sturmabteilung (SA). Em 1934, ele assumiu a presidência da Nordische Gesellschaft (Associação Nórdica). Em 1º de janeiro de 1937, foi promovido a SA-Obergruppenführer. Em 16 de novembro de 1942, Lohse foi nomeado Comissário de Defesa do Reich para seu Gau. 

## Reichskommissarnos países bálticos e envolvimento no Holocausto

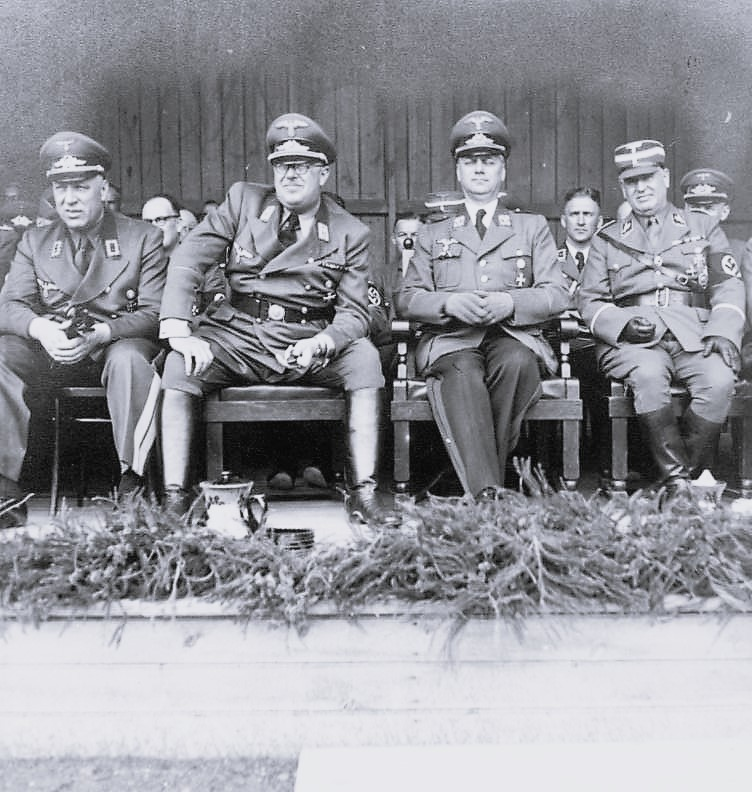
Comissário Geral da Letônia Otto-Heinrich Drechsler, Comissário do Reich para Ostland Hinrich Lohse, Ministro do Reich para os Territórios Orientais Ocupados Alfred Rosenberg e Oficial SA Eberhard Medem em Dobele (1942).

Em 25 de julho de 1941, após a conquista alemã dos Estados Bálticos da União Soviética, Lohse foi nomeado Reichskommissar para Ostland.  Lohse manteve suas funções em Schleswig-Holstein e transitou entre suas duas sedes, Riga e Kiel. Ele se reportava ao Reichsminister Alfred Rosenberg do Ministério do Reich para os Territórios Orientais Ocupados e era responsável pela implementação das políticas de germanização nazista, que foram construídas sobre os fundamentos do Generalplan Ost: a matança de quase todos os judeus, ciganos e comunistas e a opressão da população local que era seu corolário necessário.  Lohse não tinha autoridade de linha direta sobre as forças policiais e os Einsatzgruppen A cujas ações assassinas estavam sob o controle do SS-Brigadeführer e Generalmajor der Polizei Franz Walter Stahlecker, e do Superior da SS e Líder da Polícia (HSSPF) SS- Obergruppenführer Friedrich Jeckeln, o principal organizador do massacre de Rumbula. 

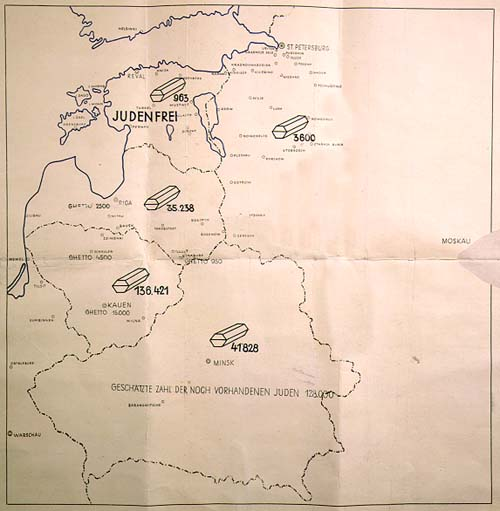
Mapa anotado do Reichskommissariat Ostland documentando 220.250 assassinatos cometidos pelo Einsatzgruppe A até outubro de 1941, com a Estônia marcada como Judenfrei

No entanto, como líder da administração civil, ele implementou, por meio de uma série de decretos especiais e princípios orientadores, muitos dos atos preparatórios que facilitaram as subsequentes Aktionen policiais (o eufemismo nazista para operações de extermínio). Essas medidas, apresentadas pela primeira vez em seu decreto de 27 de julho de 1941, incluíam a compilação de listas de judeus, a obrigatoriedade de usarem o distintivo amarelo, o confisco de suas propriedades e a proibição de usarem o transporte público, frequentarem a escola ou exercerem profissões liberais. Aqueles considerados empregáveis seriam usados em trabalhos forçados. Eles deveriam ser reunidos em guetos e deveriam "receber apenas a quantidade de comida que o resto da população pudesse dispensar, mas não mais do que o suficiente para a escassa nutrição dos internos do gueto".  Em particular, ele compartilhou a responsabilidade com o HSSPF SS- Obergruppenführer Hans-Adolf Prützmann pela escravização e guetização dos judeus da Letônia.
Em 31 de outubro de 1941, Georg Leibbrandt, um alto funcionário do Ministério do Reich, escreveu a Lohse solicitando uma explicação para sua ordem que proibia a execução de judeus em Libau. Lohse respondeu em 15 de novembro reconhecendo que "a limpeza dos judeus no Leste é uma tarefa necessária", mas perguntando se havia "uma diretiva para liquidar todos os judeus no Leste... sem levar em conta idade, sexo e interesses econômicos" que afetassem a economia de guerra. O representante de Leibbrandt, Otto Bräutigam, respondeu em 18 de dezembro, informando Lohse que "as considerações econômicas deveriam permanecer fundamentalmente desconsideradas na resolução do problema [judaico]".  Embora Lohse tenha levantado preocupações sobre o assassinato de judeus que estava a ocorrer, tal como muitos administradores civis, ele fez isso devido à preocupação com o impacto na economia de guerra local.  Após receber a resposta, ele continuou no cargo pelos três anos seguintes, enquanto os assassinatos relacionados ao Holocausto continuavam. Lohse fugiu do Reichskommissariat Ostland sem autorização em 13 de agosto de 1944, diante do avanço do Exército Vermelho, e foi imediatamente removido do cargo de Reichskommissar. Ele foi substituído por Erich Koch, que assumiu o cargo em 21 de setembro. Lohse retornou ao Gau Schleswig-Holstein, onde continuou a exercer poder absoluto como Gauleiter e Comissário de Defesa do Reich até os últimos dias da guerra na Europa. 

## Julgamento e vida no pós-guerra
Em 6 de maio de 1945, Lohse foi demitido do cargo de Oberpräsident de Schleswig-Holstein pelo presidente alemão Karl Dönitz e, pouco depois, foi preso pelo exército britânico. Ele foi julgado pelo tribunal de Bielefeld entre outubro de 1947 e janeiro de 1948 e foi condenado a 10 anos de prisão e ao confisco de seus bens. Um pedido da União Soviética para sua execução foi negado. Ele ficou detido na prisão de Esterwegen até ser libertado em março de 1951 devido a problemas de saúde (trombose). Em Julho do mesmo ano, uma decisão do comitê de desnazificação de Kiel colocou-o no Grupo III (criminosos menores) e autorizou-o a receber uma pensão de 25% do salário de um Oberpräsident.  No entanto, em março de 1952, a pensão foi revogada pelo governo alemão em Bona, sob pressão do Landtag de Schleswig-Holstein, em protesto contra o seu regime antidemocrático na província.  Seu recurso sobre essa questão foi rejeitado pelo Tribunal Administrativo Federal em outubro de 1955. Lohse passou seus últimos anos em sua cidade natal, Mühlenbarbek, onde morreu em fevereiro de 1964. 